# Edison-effekt
Edison-effekt kallas det fenomen som uppträder när man kopplar ett elektronrör felaktigt. Det är ett specialfall av vanlig termisk emission. 

## Historia
Namnet kommer av att det egentligen var Thomas Edison som uppfann dioden då han fick en ström i sina små elektroder han införde i lampan för att försöka förhindra att lampan blev sotig. Han visste dock inte vad han skulle ha det till. Det dröjde hela 25 år innan John Ambrose Fleming tog patentet på rördioden 1904.

## Definition
Normalt autobiaserar man en triod (med flera) med hjälp av ett katodmotstånd mellan katod och jord och ett gallermotstånd mellan galler och jord. För att få så hög förstärkning som möjligt avkopplar man dessutom katodmotståndet med en kondensator. Man får då en galler-katodslinga som uppför sig olika beroende på hur pass stort gallermotståndet är.
När elektronerna kokar vid katoden har ett fåtal elektroner sådan energi att de når gallret om detta inte är negativt biaserat. Är gallermotståndet tillräckligt stort (vanligtvis >1 MOhm) kommer det bygga upp en ytterligare negativ potential vid gallret och reducera anodströmmen. Detta kommer sedan variera med den alternerande ingångsspänningen och vi får olinjäriteter i förstärkningen.
Om man bortser från lite mer olinjäritet än vanligt kan man faktiskt nyttja Edison-effekten i praktiken. Man kan mao avstå från att använda katodmotstånd och bara använda ett riktigt stort gallermotstånd. Förutom lite extra olinjäritet är nackdelen att man måste använda en kondensator på gallret för att isolera den potential som nu finns där på grund av gallerström och som normalt är obefintlig.
Det finns ett antal rör med extrem linjäritet. För att undvika linjäritetsförsämring i och med Edison-effekten används således måttligt stora gallermotstånd. Typiskt 1 MOhm för drivrör och 100 kOhm för slutrör.